# Associació Franz Schubert de Barcelona
L'Associació Franz Schubert de Barcelona és una entitat sense ànim de lucre amb l'objectiu de divulgar l'obra de Franz Schubert. És també la responsable de l'organització del Festival Schubertíada de Vilabertran des del 1997. L'entitat va ser fundada pel doctor Jordi Roch.

## Lied the future
Lied the future és un curs de Lied que l'associació organitza des del 1997 amb el pianista Wolfram Rieger.

## Premi Franz Schubert
L'entitat va crear el Premi Franz Schubert el 2021 amb dos premis: un per a una persona de reconeguda trajectòria i un altre per a un jove talent. Aquests són els guardonats:
- 2021: Alfred Brendel i Samuel Hasselhorn.[4]
- 2022: Brigitte Fassbaender i Fleur Barron.[5]